# Мустафа Шокай
Мустафа́ Шока́й (Чокай, Чокаев, Чокай-оглы; каз. Мұстафа Шоқай(ұлы) 25 грудня 1890, аул Ауліе-тарангил, Туркестанське генерал-губернаторство — 27 грудня 1941, Берлін, Третій рейх) — казахський громадський і політичний діяч, публіцист, ідеолог боротьби за свободу і незалежність Єдиного Туркестану.

## Молоді роки
Колишній член Держдуми I-го скликання, кадет Аліхан Букейханов рекомендував його ще в 1913 в секретарі мусульманської фракції IV Державної думи Росії. Пізніше Шокай повинен був балотуватися в депутати від Башкирії, але разом з тим захищати інтереси і казахського народу. Уфімський поміщик Селімгірей Жантурін зробив Мустафі необхідну дарчу у вигляді земель і погодився на висунення його кандидатури в Думу. Працюючи в Думі, Шокай познайомився з видатними мусульманськими політичними діячами Росії і заприятелював з Ахмад-Заки Валідом, майбутнім головою Башкирської автономії.
Мустафа Шокай і його соратники залишили Ташкент і продовжили свою діяльність у Ферганській долині, в Коканд, колишній столиці Кокандського ханства, захопленого Росією всього 40 років тому і де ще зберігалися сильні антиімперіалістичні настрої. 27 листопада на IV Всемусульманскому надзвичайному з'їзді, що проходив у Коканді, було оголошено про створення Туркестанської автономії (Туркестон Мухторіаті) на чолі з Туркестанською Тимчасовою Радою, яку очолив Мухамеджан Тинишпаєв. Міністерство закордонних справ очолив Мустафа Шокай, але незабаром у зв'язку з відходом Тинишпаєва через внутрішні розбіжності, він став головою уряду.
А з 5 по 13 грудня, запрошений вже як глава Туркестанської автономії, Мустафа Шокай взяв участь у Другому Загальнокиргизькому з'їзді в Оренбурзі, де була проголошена Алашська (Казахська) автономія. Він увійшов до складу уряду «Алаш-Орда», головою якого став добре знайомий Мустафі Аліхан Букейханов. У цьому уряді 10 місць з 25 було надано росіянам та представникам інших національностей. І Алашська автономія теж передбачалася в складі майбутньої Російської Федерації. Але Шокаю довелося терміново повернутися до Туркестану.

## Розгром Туркестанської (Кокандської) автономії
У січні 1918 р. у відповідь на пред'явлений ультиматум Шокай відмовився визнати владу Рад. Для знищення Туркестанської автономії з Москви до Ташкента прибули 11 ешелонів з військами і артилерією, до складу карального загону ввійшли також червоноармійці ташкентського гарнізону та вірменські дашнаки. 6 лютого 1918 року більшовики розпочали штурм Коканду і за три дні повністю зруйнували стародавнє місто. Відповіддю на розгром Туркестанської автономії став потужний національно-визвольний партизанський рух, названий більшовиками басмачеством і ліквідований Радянською владою лише в 30-ті роки. Мустафа Шокай дивом урятувався під час розгрому й таємно втік до Ташкента. Два місяці тут він проживав нелегально і тоді зійшовся зі старою знайомою Марією Горіною.
Пізніше Шоку говорив: "Ми називали Радянську владу, встановлену в Ташкенті, «ворогом нашого народу». Я не змінив своєї точки зору за останні десять років ". (Англ. We called the soviet power then established in Tashkent the «enemy of our people». I have not changed my view on the matter in the last ten years.)
Згодом він написав книгу "Туркестан під владою Рад. До характеристики диктатури пролетаріату ", в якій дав свій ґрунтовний аналіз тодішніх подій.

## Еміграція
Шоку довелося емігрувати до Туреччини. У Стамбулі він писав статті для англійської «Таймс» та газет «Yeni Dunia» («Новий світ») і «Шафак» («Shafak»). Потім дізнався, що Керенський, який теж утік з Росії, перебуває в Парижі. Він списався з ним та іншими знайомими емігрантами і, отримавши французьку візу, влітку 1921 року, прибув з дружиною в Париж, який став центром білої еміграції. Працював у газетах «Дні» Керенського і «Останні новини» Мілюкова. Життя в Парижі було важким, засобів до існування не вистачало, і в 1923 році Шокай з Горіною переїхали в Ножай-Сюр-Марн — південне передмістя Парижа.
З 1926 Мустафа Шокай — в редколегії журналу «Прометей», органу Національної Захисту народів Кавказу, України та Туркестану. У 1927 Мустафа за допомогою старого знайомого Заки Валіда Тогана, підозріло «перекинувся» назад з Радянської Росії через Туркестан до Туреччини в гущу емігрантів, організував у Стамбулі журнал «Жана (Новий) Туркестан» (1927—1931) — політичний орган Національної Захисту Туркестану . З 1929 року налагодив у Берліні видання журналу «Яш (Молодий) Туркестан» і став його головним редактором. Журнал проіснував до початку Другої світової війни в 1939 році, було випущено 117 номерів.
Знання ряду європейських мов дозволяє Мустафі Шокаю виступати з доповідями та аналітичними оглядами в Парижі, Лондоні, Стамбулі, Варшаві. Так, наприклад, його доповідь, зроблена на зборах комітету «France-Orient» «Про сучасне становище Туркестану», була опублікована в лютому 1930 в Bulletin Officiel du Comite «France — Orient» (офіційний бюлетень комітету «Франція — Схід»). На запрошення Королівського інституту міжнародних відносин 27 березня 1933 Мустафа Шокай виступає в Лондоні з доповіддю «Радянський Союз і Східний Туркестан».
Мустафа Шокай керує Туркестанським Національним Об'єднанням (Union Nationale du Turkestan), створеним в Парижі, публікує матеріали про політику більшовиків в Туркестані англійською, французькою, турецькою, польською мовами в таких провідних європейських видань, як: The Journal of Royal Central Asian Society, The Asiatic Review (London), Orient et Occident, Revue du Promethee (Paris), Wschod (Warsaw) та інших. Завдяки різнобічній політичній діяльності і великій ерудиції, авторитет Мустафи Шокая в Європі був дуже високий, він користувався підтримкою польських, французьких і німецьких властей, а також різних європейських організацій та інститутів.
При цьому Мустафа не втрачає зв'язки з Батьківщиною. Він виявляв разючу поінформованість про події в Казахстані і Туркестані. Так, в 1933 він намагався організувати втечу з Соловецького концтабору одного з лідерів «Алаш-Орди» Міржакіпа Дулатова, але той, боячись за долю родини, відмовився і незабаром був розстріляний.

## Третій рейх
У день нападу 22 червня 1941 нацисти в Парижі заарештували всіх помітних російських емігрантів і ув'язнили в замку Комп'єн. Там же опинився і Шоку. Через три тижні його вивезли до Берліна і півтора місяці вели обробку, пропонуючи очолити Туркестанський легіон, який планувалося набрати з полонених радянських тюрків, утримуваних в концтаборах. Німці розраховували на авторитет Шокая. Легіон мав частково замінити німецькі частини в боях на Східному фронті проти радянських військ. Шокай зажадав ознайомити його з умовами утримання земляків у цих таборах і був вражений нелюдськими умовами життя азіатів за колючим дротом. Сталін не підписав Женевську конвенцію про поводження з військовополоненими від 1929 і всіх, що потрапили в полон, вважав зрадниками, тому і нацисти не церемонилися з радянськими ув'язненими. Після відвідування концтаборів Сувалки, Вустрау і Ченстохова восени 1941 року Мустафа писав: «Сталін і Гітлер — обидва лиходії».
Щоб якось полегшити долю земляків і врятувати їх життя, Шокай запропонував нацистам компроміс. Він поставив свої умови:
1. Підготувати кадри для майбутнього Туркестанського держави у навчальних закладах Німеччини;
2. Створити з числа своїх полонених співвітчизників військові формування, які мають бути використані тільки при підході до кордонів Туркестану.
Таким чином він намагався отримати з можливої співпраці з нацизмом хоч якусь користь для Туркестану, але отримав відмову, тому що Гітлера Туркестанський легіон цікавив лише як «гарматне м'ясо». Тоді він написав листа голові МЗС Третього рейху групенфюрер СС Іоахіму фон Ріббентропу, де були такі рядки:
… Бачачи, як представники нації, що виховала таких геніїв, як Гете, Фейєрбах, Бах, Бетховен, Шопенгауер, поводиться з військовополоненими … я не можу прийняти пропозицію очолити … Туркестанський легіон і відмовляюся від подальшої співпраці. Усі наслідки мого рішення я усвідомлюю.
Мустафа Шоку похований на турецькому мусульманському кладовищі (Османідов) в Берліні. На надгробному пам'ятнику трохи нижче дати смерті з волі подружжя М. Шокая, Марії Яківни, проставлені три латинські літери і чотири цифри: JOH.15.13. Вони вказують на тринадцятий вірш п'ятнадцятої глави Євангелія від Іоанна, який говорить: Немає більше від тієї любові, як хто душу поклав би за друзів своїх.
У французькому місті Ножай-сюр-Марн (департамент Валь-де-Марн) зусиллями казахської діаспори Парижа встановлена стіна пам'яті Мустафи Шокая.